# Jiří Gula
Jiří Gula (ur. 7 sierpnia 1989 w Moście) – czeski hokeista.

## Kariera
- HC Litvínov U18 (2004-2006)
- HC Litvínov U20 (2006-2010)
  -  HC Most (2008/2009)
- HC Litvínov (2010-2018)
  -  SK Horácká Slavia Třebíč (2009-2010)
  -  HC Stadion Litoměřice (2010/2011, 2011/2012, 2012/2013)
  -  HC Most (2014/2015, 2015/2016)
- Sheffield Steelers (2018)
- HK Dukla Trenczyn (2018-2019)
- Cracovia (2019-)

Wychowanek i wieloletni zawodnik klubu HC Litvínov. W lipcu 2018 przeszedł do angielskiej drużyny, z której odszedł z końcem października tego roku. W listopadzie 2018 został zakontraktowany przez słowacką Duklę Trenczyn. We wrześniu 2019 został zaangażowany przez polski klub Comarch Cracovia. Wiosną 2021 przedłużył tam kontrakt. W 2020 mianowany kapitanem krakowskiej drużyny.

## Sukcesy
Klubowe
- Złoty medal mistrzostw Czech: 2015 z HC Litvínov
- Srebrny medal mistrzostw Polski: 2021 z Cracovią
- Puchar Polski: 2021 z Cracovią
- Puchar Kontynentalny: 2022 z Cracovią

Indywidualne
- Puchar Kontynentalny 2021/2022#Superfinał: zwycięski gol w pierwszym meczu Cracovia – Saryarka 2:1[10]